# Occità alvernès
L'alvernès (cultisme) (de cops auvernès) o alvernyès (en occità: auvernhat) és el dialecte occità parlat dins la major part de l'Alvèrnia (llevat vers Orlhac), dins la major part de Velai (llevat vers Sinjau) i dins la meitat sud de Borbonès, tot el departament de Puèg de Doma i una part del Cantal, de l'Alt Léger, d'Alièr i de Cruesa. És un parlar nord-occità, particularment evolucionat sobre el pla fonètic dins les seves varietats del nord (el nord-alvernès); emperò l'alvernès té alhora recursos expressius molt conservadors en el lèxic i la morfosintaxi.

## Característiques
Algunes característiques li són pròpies
- Palatalització de les consonants davant i i u: libre [ljibrə] (llibre), nus [njy]. Aquesta palatalització varia segons els llocs.

Altres característiques són comunes amb altres parlars nord-occitans;
- Palatalització dels grups ca i ga vers cha e ja/ia: lo jau chanta (per lo gal canta) (el gall canta).

- Caiguda de les consonants finals : z-a chantat amb la -t final muda.

- Ús de la z- eufònica davant vocal : z-aime tapar de palòts (m'agrada agafar boles de neu)

## Comparació de les normes
En alvernès, hi ha dues normes en l'actualitat: la norma classica occitana i la norma bonaudiana.
| Comparació entre les dues normas existents en occità alvernès (extret de la Declaració Universal dels Drets Humans)                                                                             | Comparació entre les dues normas existents en occità alvernès (extret de la Declaració Universal dels Drets Humans) |
| Norma clàssica occitana | Norma bonaudiana |
| --- | --- |
| Totas las personas naisson liuras e parieras per dignessa/dignitat e mai dreit. Son charjadas de rason e de consciéncia e lhor chau/fau agir entremèi 'l(h)as amb un eime/esperit de frairessa. | Ta la proussouna neisson lieura moé parira pà dïnessà mai dret. Son charjada de razou moé de cousiensà mai lhu fau arjî entremeî lha bei n'eime de freiressà. (Touta la persouna naisson lieura e egala en dïnetàt e en dreit. Soun doutada de razou e de coussiensà e lour chau ajî entre ela am en esprî de freiressà.) |